# Soyedina kondratieffi
Soyedina kondratieffi är en bäcksländeart som beskrevs av Baumann och Scott A.Grubbs 1996. Soyedina kondratieffi ingår i släktet Soyedina och familjen kryssbäcksländor. Inga underarter finns listade i Catalogue of Life.